# Yingshijie
Yingshijie (kinesiska: 营市街街道, 营市街) är en socken i Kina. Den ligger i provinsen Shandong, i den östra delen av landet, nära eller i provinshuvudstaden Jinan. Antalet invånare är 27 681. Befolkningen består av 14 245 kvinnor och 13 436 män. Barn under 15 år utgör 10,0 %, vuxna 15-64 år 72 %, och äldre över 65 år 16,0 %.
Genomsnittlig årsnederbörd är 841 millimeter. Den regnigaste månaden är juli, med i genomsnitt 315 mm nederbörd, och den torraste är januari, med 6 mm nederbörd.